# Xanthorhoe costovata
Xanthorhoe costovata är en fjärilsart som beskrevs av Adrian Hardy Haworth 1809. Xanthorhoe costovata ingår i släktet Xanthorhoe och familjen mätare. Inga underarter finns listade i Catalogue of Life.